# زلازل كوتاباتو 2019
زلازل كوتاباتو 2019 هي سلسلة من الزلازل ضربت مقاطعة كوتاباتو في جزيرة مينداناو في الفلبين في أكتوبر 2019، منها ثلاثة زلازل كانت أعلى من 6.0 في مقياس شدتها بلغ أحدها الدرجة 8. كان بداية الزلازل يوم 16 أكتوبر، بلغت قوته 6.3 Mw زلزال، وكان مركزه بالقرب من طولونان. قتل 7 أشخاص على الأقل وأصيب 215 آخرون. وقع الزلزال الثاني في 29 أكتوبر، وبلغت قوته 6.6 درجة بمركز بؤري بالقرب من بوال، إلى الشمال الشرقي من المكان الذي حدث فيه زلزال 16 أكتوبر. كان الزلزال الثالث في 31 أكتوبر، وبلغت قوته 6.5 ومركزه بالقرب من طولونان، ولا يُعد هذا بمثابة هزة ارتدادية لزلزال 29 أكتوبر. مات 21 شخصًا وأصيب 424 آخرون بعد هذين الزلزالين.

## التكوين التكتوني للمنطقة
تقع مينداناو عبر الحدود المتقاربة المعقدة بين صفيحة سوندا وصفيحة البحر الفلبينية. يحدث جزء من التقارب المنحرف بين هذه الصفائح فيحدث الاندساس على طول خندق كوتاباتو. يؤثر ذلك على الفالق الذي يتجه إلى الحدود الشمالية الغربية والتي تشكل الحدود بين قوس كوتاباتو والحزام البركاني في مينداناو الوسطى.

## الزلازل بشدة M≥5.0
| اليوم     | التوقيت(UTC) | الشدة Mw | الكثافة | العمق                   | المكان                                      | المصدر |
| --------- | ------------ | -------- | ------- | ----------------------- | ------------------------------------------- | ------ |
| 16 أكتوبر | 11:37:06     | 6.3      | VIII    | 14.1 كيلومتر (8.8 ميل)  | 7 كيلومتر (4.3 ميل) شرق و شمال شرق Columbio | [ 8 ]  |
| 16 أكتوبر | 12:09:30     | 5.3      | VII     | 9.9 كيلومتر (6.2 ميل)   | 8 كيلومتر (5.0 ميل) شرق وشمال شرق Columbio  | [ 9 ]  |
| 18 أكتوبر | 22:52:18     | 5.0      | III     | 28.1 كيلومتر (17.5 ميل) | 7 كيلومتر (4.3 ميل) غرب Magsaysay           | [ 10 ] |
| 19 أكتوبر | 11:44:28     | 5.2      | III     | 10.0 كيلومتر (6.2 ميل)  | 4 كيلومتر (2.5 ميل) جنوب Magsaysay          | [ 11 ] |
| 20 أكتوبر | 08:55:32     | 5.2      | V       | 10.0 كيلومتر (6.2 ميل)  | 7 كيلومتر (4.3 ميل) شمال Lambayong          | [ 12 ] |
| 21 أكتوبر | 11:59:43     | 5.1      | V       | 10.0 كيلومتر (6.2 ميل)  | 6 كيلومتر (3.7 ميل) شمال غرب Kiblawan       | [ 13 ] |
| 29 أكتوبر | 01:04:44     | 6.6      | VIII    | 14 كيلومتر (8.7 ميل)    | 15.3 كيلومتر (9.5 ميل) شرق Bual             | [ 14 ] |
| 29 أكتوبر | 02:22:35     | 5.0      | V       | 10.0 كيلومتر (6.2 ميل)  | 1 كيلومتر (0.62 ميل) جنوب شرق Saguing       | [ 15 ] |
| 29 أكتوبر | 02:42:39     | 5.8      | V       | 10.0 كيلومتر (6.2 ميل)  | 10 كيلومتر (6.2 ميل) شرق Bagontapay         | [ 16 ] |
| 29 أكتوبر | 08:33:12     | 5.3      | III     | 10.0 كيلومتر (6.2 ميل)  | 11 كيلومتر (6.8 ميل) شرق Bagontapay         | [ 17 ] |
| 29 أكتوبر | 08:46:03     | 5.2      | V       | 10.0 كيلومتر (6.2 ميل)  | 2 كيلومتر (1.2 ميل) جنوب غرب Dolo           | [ 18 ] |
| 31 أكتوبر | 01:11:19     | 6.5      | VIII    | 10.0 كيلومتر (6.2 ميل)  | 1 كيلومتر (0.62 ميل) جنوب Kisante           | [ 19 ] |

## الزلازل الكبرى

### 16 أكتوبر
أفاد المعهد الفلبيني لعلم البراكين والزلازل (PHIVOLCS) أنه تم تسجيل زلزال بلغت قوته 6.3 درجة في الساعة 19:37 بتوقيت الفلبين (UTC + 8) بعمق 14.1 كيلومتر. كان مركز الزلزال السطحي على بعد 22 كيلومتراً جنوب شرق تولونان، كوتاباتو، حيث وقع الزلزال في منطقة الكثافة السابعة بمقياس ميركالي المعدل. وصل إلى 7 أيضا في M'lang و كيداباوان وتاكورونج و Santo Niño في جنوب كوتاباتو و ديغوس في دافو ديل سور.
أفادت ثلاثة مراكز تجارية في مدينة دافاو عن أضرار عقب الزلزال. في جنرال سانتوس احترق مول غيسانو في الغالب بعد حريق نجم عن الزلزال. تضررت 143 من المباني ودمرت واحدة. وشملت المباني المتضررة 40 منزلاً و 70 مدرسة و7 مرافق صحية و10 مباني تجارية ومكانين للعبادة.

### 29 أكتوبر
في 29 أكتوبر 2019، ضرب زلزال بلغت قوته 6.6 درجة جزيرة مينداناو على عمق 14.1 كم، وفقًا لوكالة المسح الجيولوجي الأمريكية، وعلى بعد 7 كم وفقًا لـ PHIVOLCS. كان أقصى اهتزاز محسوس هو VII على مقاييس PEIS و MMS. حدث الزلزال في كل من تولونان و ماكيلالا و Kidapawan و ديغوس و Malungon. كان السبب في هذا الزلزال هو الحركة فالق مختلف عن الفالق الذي تسبب في حدوث زلزال 16 أكتوبر.
اندلع حريق كبير في مدينة جنرال سانتوس. وحدث انقطاع للتيار الكهربائي في أجزاء كثيرة من كوتاباتو وفي جنوب كوتاباتو والسلطان كودارات وسارانجاني. تم الإبلاغ عن عشر حالات وفاة على الأقل، وإصابة ما لا يقل عن أربعمائة آخرين. تم الإبلاغ عن الوفيات في أراكان، كارمن، تولانان، ماكيلالا، ديجوس سيتي، وماغيساي. تم تعليق الدراسة في أجزاء من شمال كوتاباتو وجنوب كوتاباتو والسلطان كودارات.

### 31 أكتوبر
في 31 أكتوبر 2019، ضرب زلزال بقوة 6.5 درجة جزيرة مينداناو في الفلبين على عمق 10 كم وفقًا لوكالة المسح الجيولوجي الأمريكية، وقع مركز الزلزال على بعد كيلومتر واحد من كيسانت. تضررت بعض المباني في دافاو و Soccksargen بشكل خطير وانهار بعضها. اترفع عدد القتلى من هذين الزلزالين (29 و 31 أكتوب) إلى 21، وإصابة أكثر من 400 شخص، وسُجل اثنان في عداد المفقودين. تم تسجيل أكثر من 300 هزة ارتدادية بعد الزلزال.
انهار فندق في مدينة كيداباوان عقب الزلزال. ووفقًا للمجلس الوطني للحد من مخاطر الكوارث وإدارتها (NDRRMC) لم يكن هناك أحد في المبنى عندما وقع الزلزال. علقت حكومة مدينة دافاو الدراسة على جميع المستويات. طلب السكان المتضررون في ماكيلالا تلبية الاحتياجات الأساسية مثل الأرز والخيام. وفقا ل NDRRMC، بلغ عدد المتضررين من الزلزال حوالي 30000 أسرة أو 150،000 الأفراد.

## ردود الفعل الدولية
قدم سفير الولايات المتحدة لدى الفلبين، سونغ كيم، ووفد الاتحاد الأوروبي في الفلبين، تعازيهم للشعب الفلبيني. كما بعث وزير الخارجية الصيني وانغ يي برسالة تعاطف إلى وزير الخارجية الفلبيني تيودورو لوكسين جونيور. وتبرعت الحكومة الصينية بمبلغ 3 ملايين يوان (أي ما يعادل تقريبا 22 مليون بيزو) لدعم جهود الإغاثة في حالات الكوارث في مينداناو.